# کار-ملا
کار-ملا (به لاتین: Kar-Mulla) یک منطقهٔ مسکونی در افغانستان است که در ولسوالی قندهار واقع شده‌است.